# Третий Ластик
 Третий Ластик  — деревня в Пижанском муниципальном округе Кировской области.

## География
Находится примерно в 18 километрах к югу от райцентра посёлка Пижанка.

## История
Известна с 1873 года как часть деревни Лаштык, где дворов 87 и жителей 621, в 1905 (Ластик 3-й или Шомаенки) 36 и 201, в 1926 51 и 233 (все мари), в 1950 (III Ластик) 42 и 159, в 1989 132 жителя . До 2020 года входила в состав Ахмановского сельского поселения до его упразднения.

## Население
Постоянное население составляло 103 человека (мари 99%) в 2002 году, 79 в 2010.